# Chunyang Guan

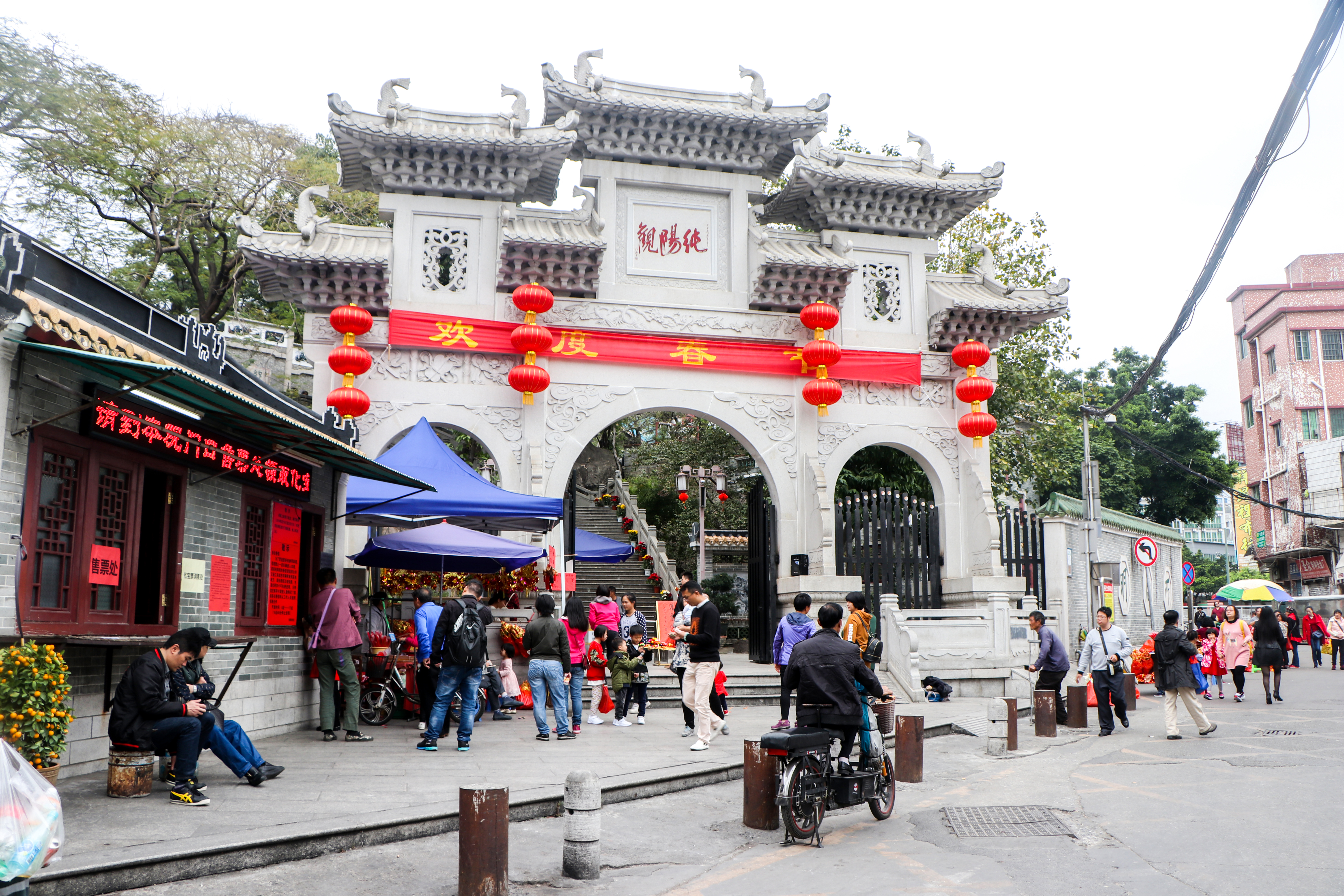
Chunyang Guan (2018)

Der Chunyang Guan (纯阳观/純陽觀 oder Guangzhou Chunyang Guan 广州纯阳观; Jyutping: Seon4 Joeng4 Gun3; engl. Chunyang Temple) ist ein daoistischer Tempel im Stadtbezirk Haizhu der Stadt Kanton in der chinesischen Provinz Guangdong. Die Bezeichnung des Tempels rührt von einem weiteren Namen des Lü Dongbin her.